# Oxytricha
Oxytricha é um gênero de protozoários ciliados. As espécies Oxytricha lanceolata e Oxytricha trifallax são amplamente utilizadas em pesquisas medicinais, biológicas e industriais.